# Мапутська архідіоцезія
Мапу́тська архідіоце́зія (лат. Archidioecesis Maputensis; ісп. Arquidiocese de Maputo) — архідіоцезія римського обряду Католицької церкви в Мозамбіці, з центром у місті Мапуту.  Входить до складу Мапутської церковної провінції.  Заснована 4 вересня 1940 року. Голова — архієпископ Мапутський. Центральний храм — Мапутський собор. Суфраганні діоцезії — Інямбанська і Шай-Шайська.   Чинний голова — Франсішку Шімою, архієпископ Мапутський. Стара назва до 18 вересня 1976 року — Лоре́нсу-Ма́ркешська архідіоце́зія (лат. Archidioecesis de Lourenço Marques;  ісп. Arquidiocese de Lourenço Marques).

## Архієпископи
- Франсішку Шімою

## Статистика
Згідно з «Annuario Pontificio» і Catholic-Hierarchy.org:
| Рік  | Населення | Населення | Населення | Священики | Священики | Священики | Священики           | Диякони | Ченці    | Ченці | Парафії |
| Рік  | католики  | загалом   | %         | загалом   | секулярні | ченці     | вірних на священика | Диякони | чоловіки | жінки | Парафії |
| ---- | --------- | --------- | --------- | --------- | --------- | --------- | ------------------- | ------- | -------- | ----- | ------- |
| 1949 | 104.770   | 1.290.315 | 8,1       | 65        | 24        | 41        | 1.611               |         | 21       | 145   | 31      |
| 1970 | 442.818   | 1.396.551 | 31,7      | 223       | 128       | 95        | 1.985               |         | 139      | 424   | 59      |
| 1980 | 289.648   | 908.226   | 31,9      | 42        | 5         | 37        | 6.896               |         | 51       | 110   | 40      |
| 1990 | 304.700   | 1.019.000 | 29,9      | 73        | 8         | 65        | 4.173               |         | 97       | 226   | 40      |
| 1999 | 475.000   | 3.850.000 | 12,3      | 108       | 19        | 89        | 4.398               |         | 118      | 189   | 39      |
| 2000 | 475.000   | 3.850.000 | 12,3      | 112       | 23        | 89        | 4.241               |         | 118      | 189   | 39      |
| 2001 | 476.000   | 3.859.000 | 12,3      | 107       | 18        | 89        | 4.448               |         | 118      | 189   | 39      |
| 2002 | 464.000   | 3.859.000 | 12,0      | 107       | 18        | 89        | 4.336               |         | 124      | 189   | 41      |
| 2003 | 675.000   | 3.850.000 | 17,5      | 88        | 19        | 69        | 7.670               |         | 125      | 210   | 40      |
| 2004 | 675.000   | 3.850.000 | 17,5      | 80        | 21        | 59        | 8.437               |         | 115      | 214   | 40      |
| 2013 | 1.134.000 | 4.661.000 | 24,3      | 85        | 29        | 56        | 13.341              |         | 232      | 147   | 44      |
| 2016 | 1.223.000 | 3.040.000 | 40,2      | 98        | 34        | 64        | 12.479              |         | 172      | 147   | 44      |

## Суфраганні діоцезії
1. Інямбанська діоцезія
2. Шай-Шайська діоцезія